# Кассель (коммуна)
Кассе́ль (фр. Cassel) — коммуна во Франции, регион О-де-Франс, департамент Нор, округ Дюнкерк, кантон Байёль. Расположена в 45 км от Лилля и в 9 км от автомагистрали А25. В 3 километрах к юго-западу от центра коммуны находится железнодорожная станция Кассель линии Аррас-Дюнкерк.
Население (2017) — 2 289 человек.

## География
Город Кассель расположен на вершине одноимённого холма (Dutch: Kasselberg), самой высокой точки местности Утлан (Houtland), расположенной в 30 км от моря. Высота холма составляет 176 м. В геологическом строении преобладает известняк, перемежающийся пластами скальной породы.

## История
Холм Кассель был заселен в конце Железного века белгским племенем менапиев, сделавших его главным городом обширной территории, простиравшейся от современного Кале до берегов Рейна. Менапии сражались против Юлия Цезаря, но в 53 г. до н. э. были вынуждены подчиниться ему. В 30 или 29 году до н. э. менапии вместе со своими соседями моринами восстали. Римский наместник Галлии Гай Каррина подавил восстание, и владения менапиев были включены в состав римской провинции Белгика.
С I века н. э. Кассель стал развиваться в качестве центра обширной территории. В конце III века, однако, набеги германских племен опустошили прилегающие территории, около 80 % поселений были разрушены, а экономика пришла в упадок. Следствием всего этого была потеря статуса региональной столицы, которая была перенесена в Турне.
После падения Римской империи Фландрия стала частью Нейстрии, одной из составляющей франкского королевства Меровингов, а в IX веке вошла в состав Западно-Франкского королевства. В 864 году Касселем завладел Бодуэн I Железная Рука, который расширил свои владения и стал первым графом Фландрским. В это время город находился на краю глубокой бухты Северного моря, что делало его уязвимым для набегов викингов, которые неоднократно нападали на город и в конце IX века разрушили его. В X веке Кассель был отстроен внуком Бодуэна Арнульфом I.
В 1071 году граф Фландрский Арнульф III был убит Робертом I Фризским в ходе первой битвы при Касселе. Хотя Арнульф имел много сторонников и его поддерживал король Франции Филипп I, Роберт сумел разбить его армию и завоевал титул графа Фландрского. Кассель был перестроен; были возведены замок и новые крепостные стены на месте римских. Замок был разрушен к началу XVIII века и сохранился только на старинных гравюрах.
В Средние века Кассель был центром административного района и 23 августа 1328 года стал местом второй битвы при Касселе, в которой сошлись армия французского короля Филиппа VI и восставшие крестьяне во главе с Николаасом Заннекином. Несмотря на первоначальный успех (взятие Касселя), восставшие были разбиты после подхода армии союзника короля, графа Вильгельма I Геннегау.
С конца XV века Кассель оказался на пограничной территории между владениями Франции и Испанских Нидерландов. Франция постоянно воевала за Кассель с Испанией, а затем с Голландской Республикой. В марте 1645 года герцог Гастон Орлеанский завладел городом, но через несколько месяцев был вынужден его оставить. Французы захватили Кассель в июле 1676 года и укрепили его. 11 апреля следующего года к западу от города произошла третья битва при Касселе, в ходе которой французская армия под командованием Франсуа Анри де Монморанси, герцога Монморанси и Филиппа I, герцога Орлеанского разбила голландцев во главе с Вильгельмом III, принцем Оранским.
Кассель был окончательно присоединен к Франции в 1678 году по условиям Нимвегенского мирного договора, завершившего войну. После подписания мира городские укрепления были снесены как не представлявшие стратегического значения, так как граница была отодвинута от Касселя на значительное расстояние.
В 1848 году Кассель получил железнодорожное сообщение, когда была построена дорога Лилль-Дюнкерк. Однако станция была построена у подножия холма, в деревне Окседлаэр, в 3 км от центра города. К станции стал ходить трамвай, который с 1934 года был заменен на автобус.
Во время Первой мировой войны с октября 1914 по май 1915 в Касселе размещался штаб маршала Фердинанда Фоша. В 1916—1918 годах Кассель был штаб-квартирой Второй британской армии. Город серьёзно пострадал во время войны, поскольку по нему вела огонь германская артиллерия во время Битвы на Лисе в апреле 1918 года.

## Достопримечательности
- Здание мэрии XVI века, бывшая резиденция шатлена Касселя. В здании также размещаются музей Фландрии и музей искусства, истории и фольклора.
- Коллегиальная церковь Богоматери в Крипте (Notre-Dame de la Crypte), реконструированная в XIX веке. В нише алтаря установлена фигура Богоматери в Крипте, считающаяся покровительницей Касселя. Во время пребывания в Касселе маршал Фош ежедневно обращал к ней молитву, и в это время бомбардировки обходили Кассель стороной.
- Бывший колледж ордена иезуитов XVII века
- Ветряная мельница — сделанная в 1949 году точная копия мельницы XVI века, сгоревшей в 1911 году.
- Шато Вандам с парком

## Экономика
Структура занятости населения:
- сельское хозяйство — 0,7 %
- промышленность — 10,9 %
- строительство — 6,7 %
- торговля, транспорт и сфера услуг — 31,1 %
- государственные и муниципальные службы — 50,7 %

Уровень безработицы (2017) — 11,1 % (Франция в целом — 13,4 %, департамент Нор — 17,6 %). 

Среднегодовой доход на 1 человека, евро (2017) — 21 270 (Франция в целом — 21 110, департамент Нор — 19 490).

## Демография
Динамика численности населения, чел.

## Администрация
Пост мэра Касселя с 2020 года занимает Доминик Жоли (Dominique Joly). На муниципальных выборах 2020 года возглавляемый им независимый список одержал победу в 1-м туре, получив 61,10 % голосов.
| Период | Период | Фамилия      | Партия                  | Примечания                                       |
| ------ | ------ | ------------ | ----------------------- | ------------------------------------------------ |
| 1971   | 1989   | Эдуар Лесерф | Разные правые           | член Генерального совета департамента            |
| 1989   | 2014   | Рене Декодт  | Социалистическая партия | профессор, член Генерального совета департамента |
| 2014   | 2020   | Мишель Лешав |                         | пенсионер                                        |
| 2020   |        | Доминик Жоли |                         | пенсионер                                        |

## Знаменитые уроженцы
- Доминик Жозеф Вандам (1770—1830), генерал, участник революционных и наполеоновских войн

## Галерея

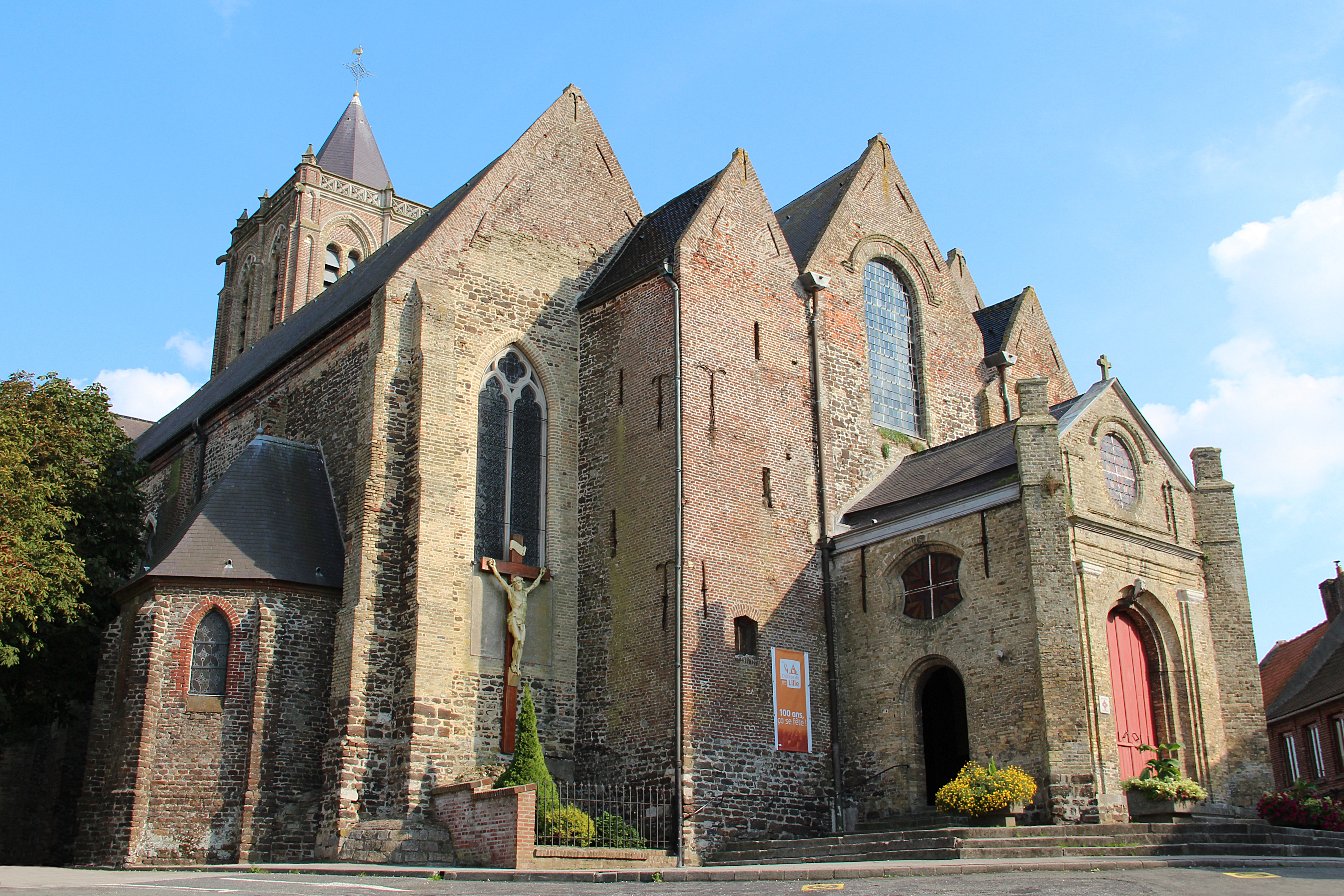
Церковь Нотр-Дам
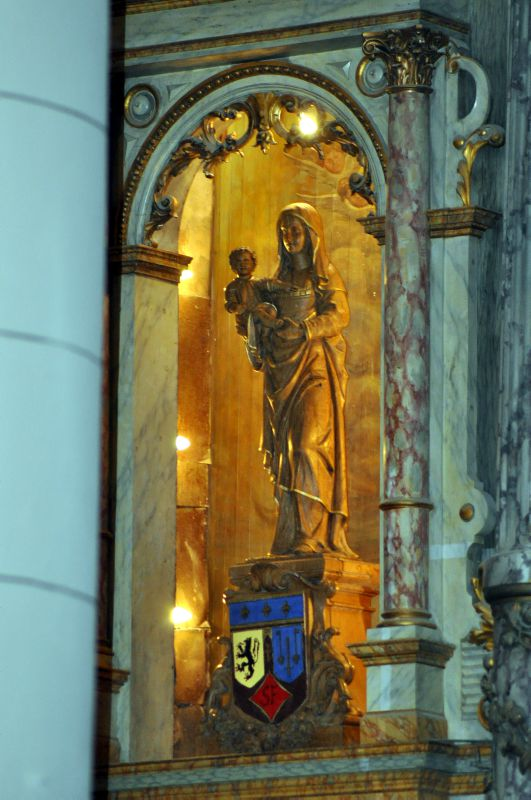
Статуя Богоматери в Крипте
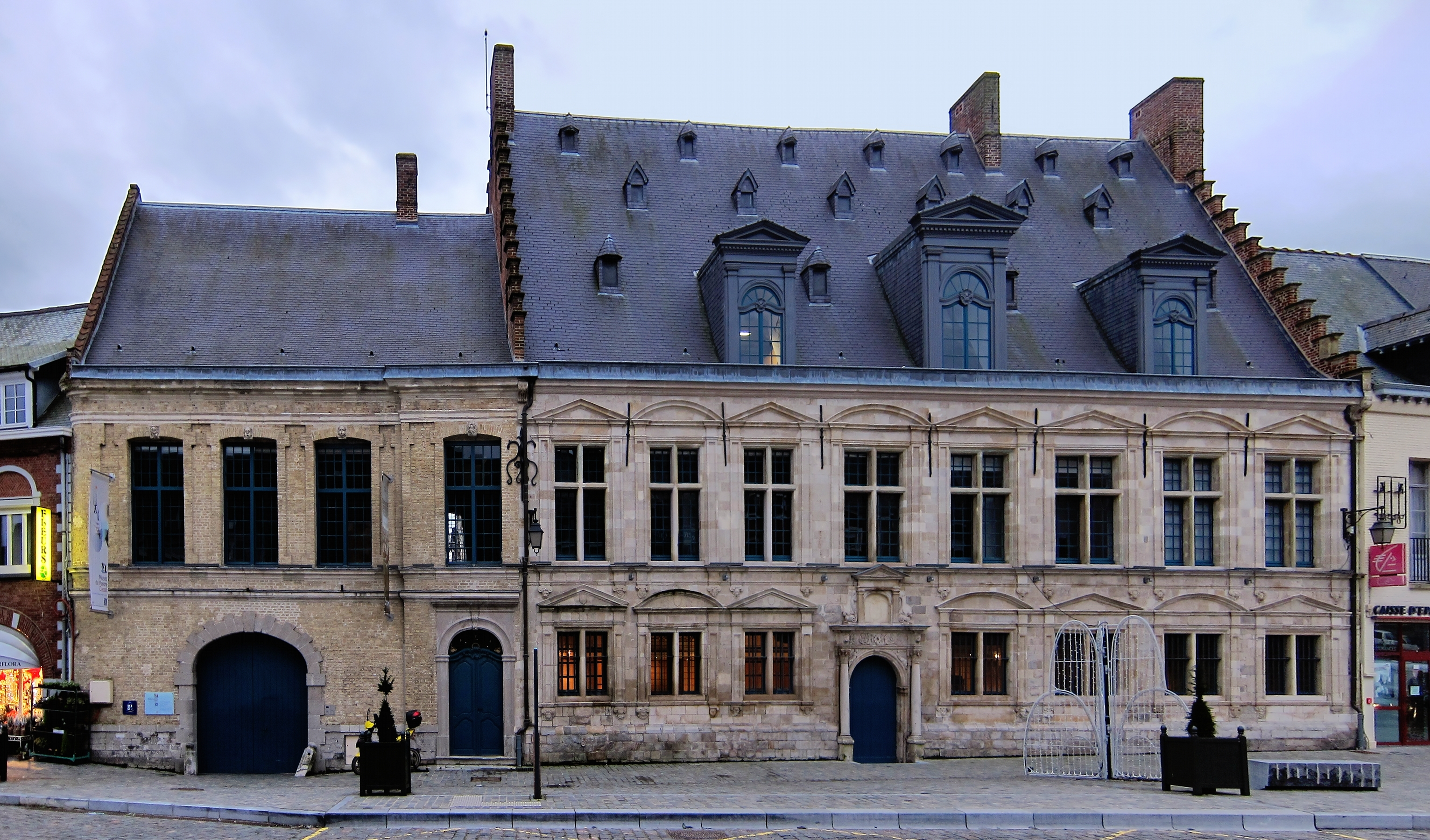
Музей Фландрии
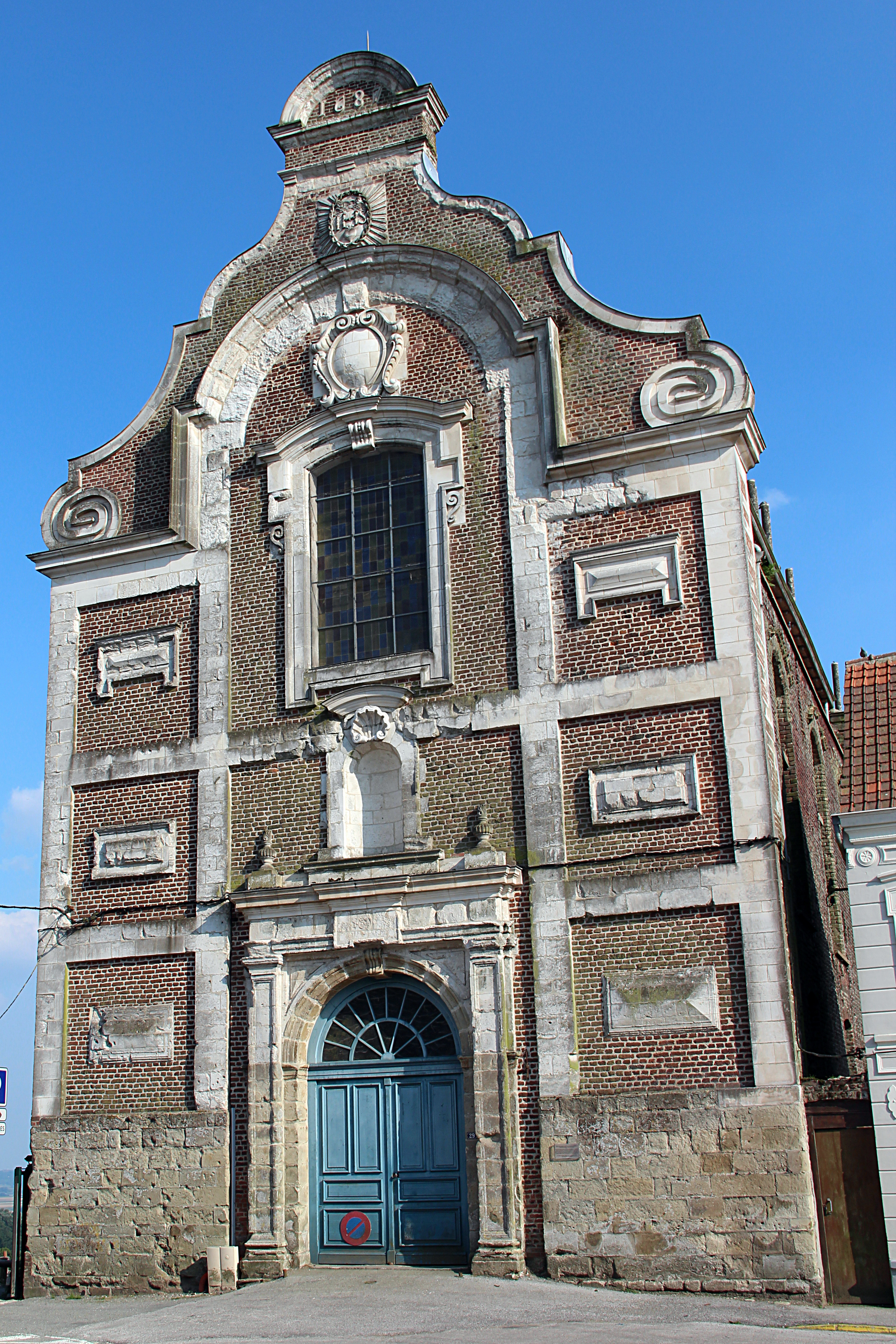
Бывший колледж иезуитов
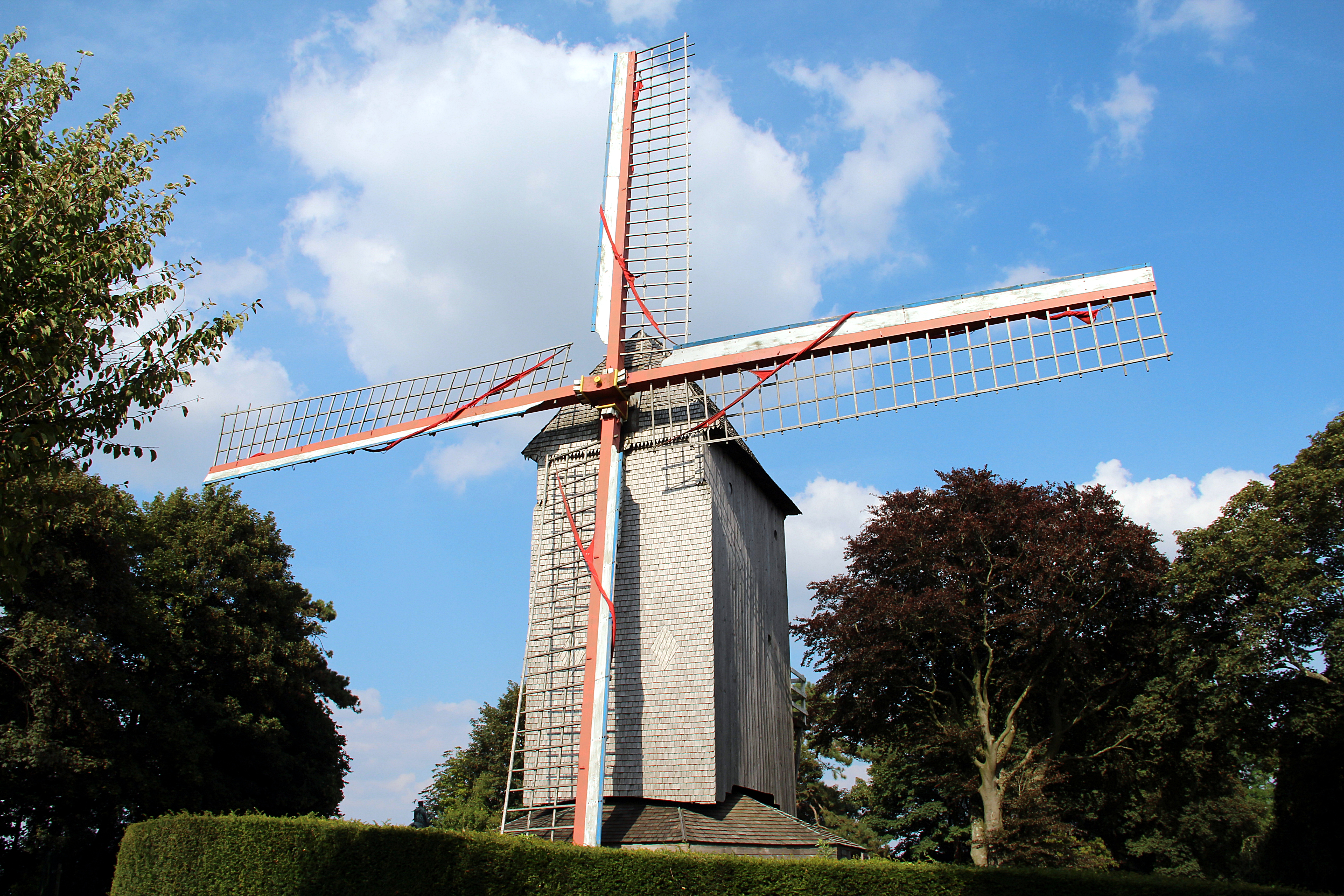
Ветряная мельница
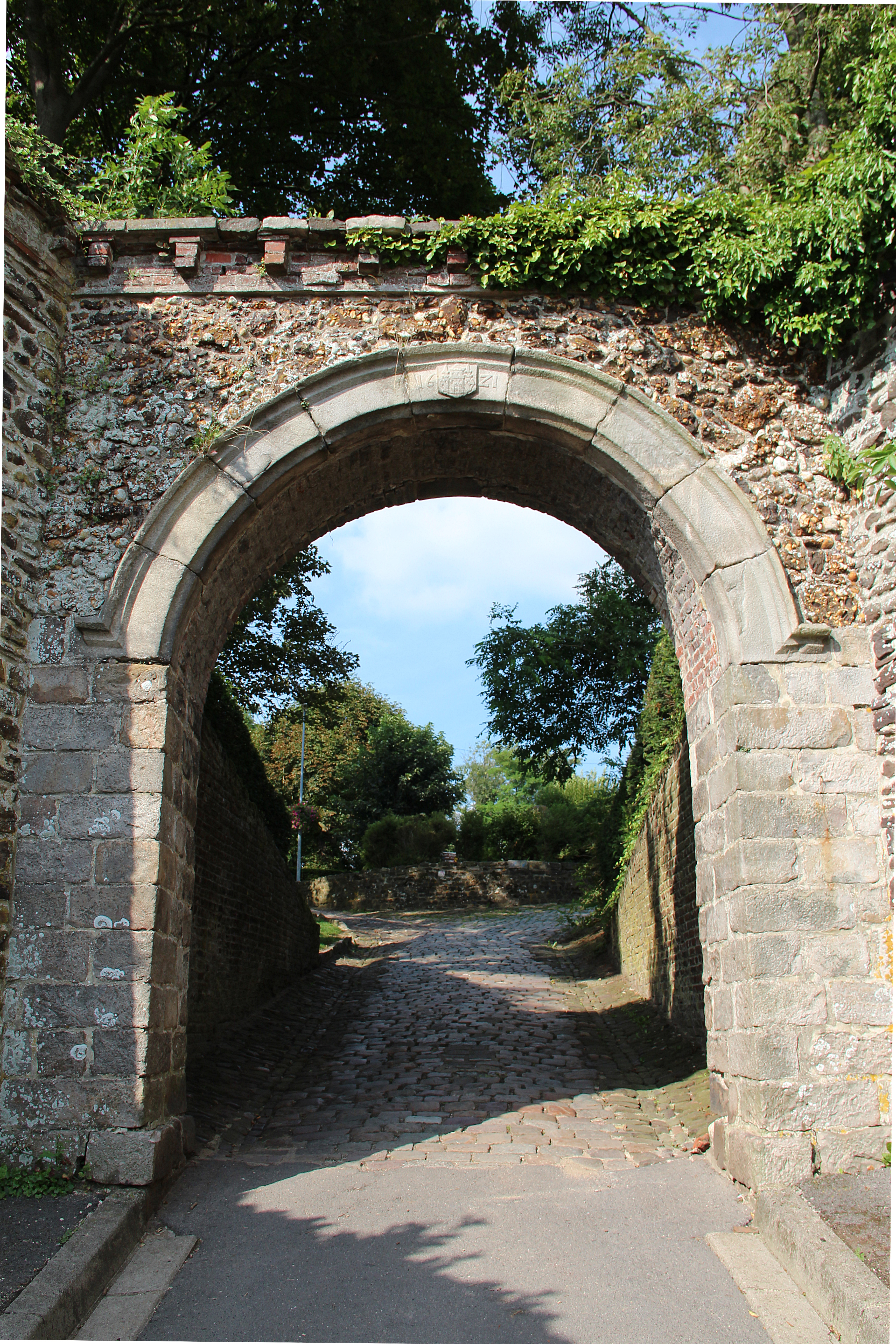
Ворота замка
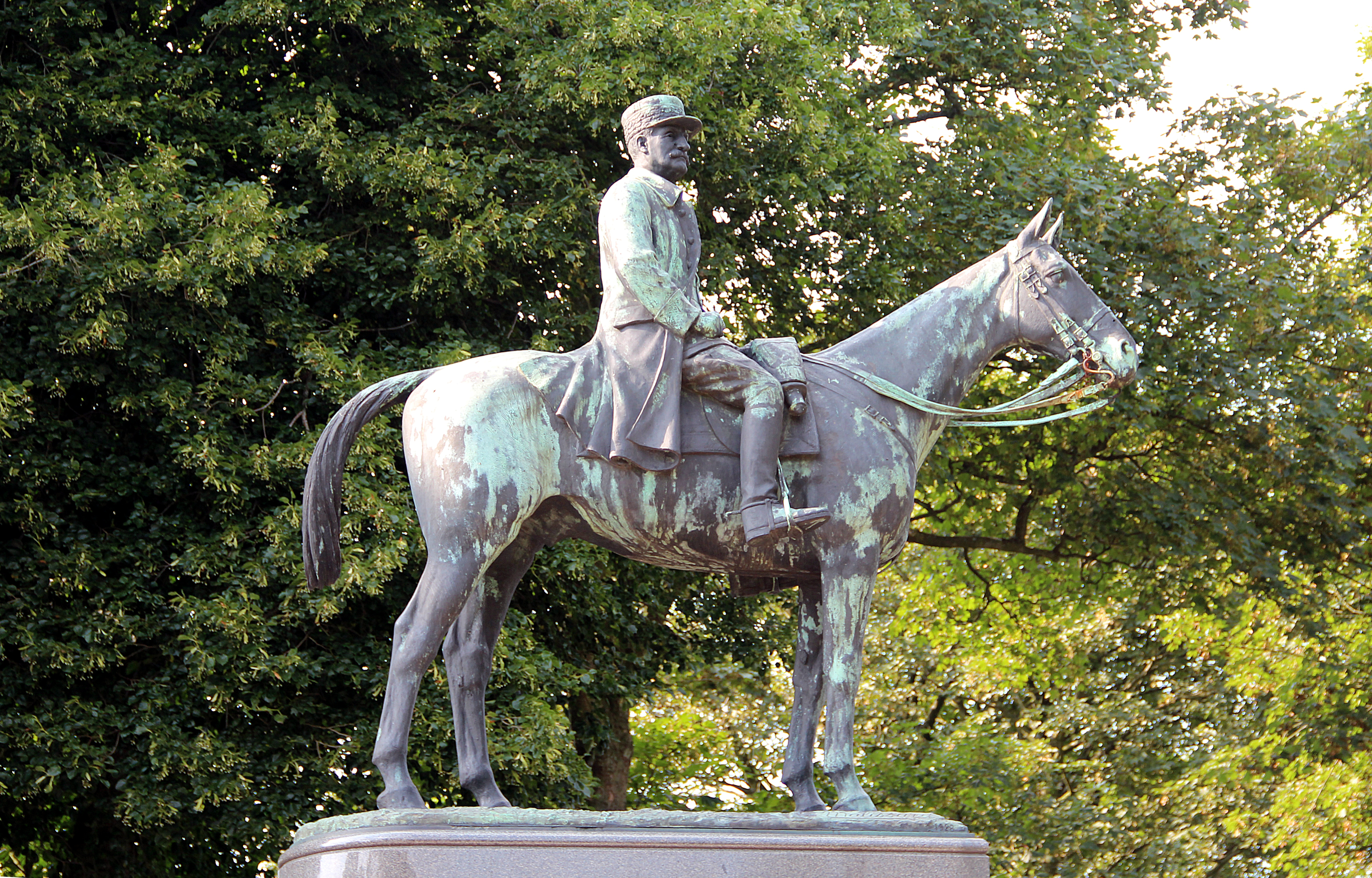
Памятник маршалу Фошу

1. 1 2  база данных о французских коммунах — Национальный географический институт Франции, 2015.